# Баје (Иј и Вилен)
Баје (фр. Baillé) насеље је и општина у северозападној Француској у региону Бретања, у департману Ил и Вилен која припада префектури Фужер.
По подацима из 2011. године у општини је живело 309 становника, а густина насељености је износила 59,08 становника/km². Општина се простире на површини од 5,23 km². Налази се на средњој надморској висини од 104 метара (максималној 111 m, а минималној 60 m).

## Демографија
| 1962. | 1968. | 1975. | 1982. | 1990. | 1999. | 2011. |
| ----- | ----- | ----- | ----- | ----- | ----- | ----- |
| 328   | 333   | 284   | 286   | 285   | 315   | 309   |

График промене броја становника у току последњих година